# Iso Suolasaari
Iso Suolasaari är en ö i Finland. Den ligger i sjön Suvasvesi och i kommunen Kuopio i den ekonomiska regionen  Kuopio ekonomiska region  och landskapet Norra Savolax, i den centrala delen av landet, 300 km nordost om huvudstaden Helsingfors. Öns area är 15,5 hektar och dess största längd är 0,7 kilometer i öst-västlig riktning.